# Rivière Muy (rivière Wetetnagami)
Pour les articles homonymes, voir Muy.
La rivière Muy est un affluent rive droite de la rivière Wetetnagami coulant dans la municipalité d'Eeyou Istchee Baie-James, dans la région administrative du Nord-du-Québec, au Québec, au Canada.
Cette rivière traverse successivement (à partir de l'amont) les cantons de Prévert, de Muy et d'Effiat.
La vallée de la rivière Muy est desservie par la route forestière R1015 (sens nord-sud) passant à l'Ouest de la vallée de la rivière Wetetnagami ; cette route rejoint vers le Nord la route R1051 (sens est-ouest). La route R1053 (sens est-ouest) coupe la partie inférieure de la rivière Muy.

## Géographie
Les bassins versants voisins de la rivière Muy sont :
- côté nord : rivière Wetetnagami, lac Normandeau, lac Nicobi, rivière Nicobi, rivière Opawica ;
- côté est : rivière au Panache, rivière Saint-Cyr, lac Doda, ruisseau Corriveau, rivière Macho ;
- côté sud : rivière Macho, ruisseau Corriveau, rivière Wetetnagami, rivière Saint-Père ;
- côté ouest : rivière O'Sullivan, rivière Wetetnagami, lac Wetetnagami.

La rivière Muy prend naissance de ruisseaux dans une zone de marais (altitude : 391 m) dans le canton de Prévert dans Eeyou Istchee Baie-James au nord-est de l'embouchure de la rivière Muy.
À partir de sa source, la rivière Muy coule sur environ 28 km selon les segments suivants :
- vers le sud-ouest dans le canton de Prévert, jusqu'à la limite du canton de Muy ;
- vers le sud-ouest dans le canton de Muy, jusqu'à la décharge (venant de l'ouest) d'un lac non identifié ;
- vers le sud jusqu'à la rive nord du lac May ;
- vers le sud-nord, jusqu'à l'embouchure du lac Muy (altitude : 355 m) que le courant traverse sur sa pleine longueur ;
- vers l'ouest en entrant dans le canton d'Effiat et en serpentant jusqu'à son embouchure[2].

La rivière Muy se déverse sur la rive nord-est du lac Wetetnagami lequel est traversé vers le nord par la rivière Wetetnagami coulant vers le nord et alimente le lac Nicobi. Ce dernier constitue le lac de tête de la rivière Nicobi. Cette dernière s'écoule vers le nord pour se décharge sur la rive sud-est de la rivière Opawica. Cette dernière remonte à son tour vers le Nord jusqu'à sa confluence avec la rivière Chibougamau ; cette confluence constituant la source de la rivière Waswanipi. Le cours de cette dernière coule vers l'Ouest et traverse successivement la partie Nord du lac Waswanipi, le lac au Goéland et le lac Olga (rivière Waswanipi), avant de se déverser dans le lac Matagami lequel se déverse à son tour dans la rivière Nottaway, un affluent de la Baie de Rupert (Baie James).
La partie inférieure de la rivière Muy traverse la Réserve de biodiversité projetée du Lac Wetetnagami. La confluence de la rivière Muy avec le lac Wetetnagami est située :
- au sud de l'embouchure de la rivière Wetetnagami (confluence avec le lac Nicobi) ;
- au sud de l'embouchure de la rivière Nicobi (confluence avec la rivière Opawica) ;
- au sud de l'embouchure de la rivière Opawica (confluence avec la rivière Chibougamau) ;
- au nord-est de Lebel-sur-Quévillon.

## Toponymie
Le toponyme « rivière Muy » a été officialisé le 5 décembre 1968 à la Commission de toponymie du Québec, soit lors de sa création.